# 先鋒租車
先鋒租車（Vanguard Car Rental USA Inc.）乃是美國一家經營汽車租賃的公司，旗下擁有阿拉莫租車（Alamo Rent A Car）及國家租車（National Car Rental）二家子公司。

## 公司沿革
總部位於奧克拉荷馬州圖爾薩，該公司於2003年買下擁有阿拉莫租車和國家租車的「ANC租賃公司」（ANC Rental），於是建立起一支約有30萬輛車的車隊（主要為福特與克萊斯勒）、超過1,500個營業據點。
2007年3月企業租車之母公司企業控股有限公司同意買入先鋒租車主要股東博龍資產管理有限公司之持股，故同年8月1日該公司遂與企業租車形成一個專營汽車租賃的集團，在美國的規模僅次於赫茲租車與安飛士·百捷集團。同年11月17日，歐洛普卡租車同意以6億7千萬歐元買下先鋒租車在歐洲的資產。

## 內部連結
- 阿拉莫租車
- 國家租車
- 企業租車
- 汽車租賃

## 外部連結
- （英文）官方網站